# Ilmensee
Der Ilmensee (russisch Ильмень, Ilmen, finnisch Ilmajärvi) ist ein See in Nordwestrussland zwischen Moskau und Sankt Petersburg.
Am Ilmensee liegt die alte Stadt Weliki Nowgorod.
Seine Wasserfläche schwankt stark zwischen 730 und 2.090 km².
Die maximale Wassertiefe schwankt in der Regel entsprechend zwischen 2,35 m und 5,8 m.
Der See liegt auf einer Höhe von etwa 18 m.

Abfluss ist der Wolchow, der nach 224 Kilometern in den Ladogasee mündet.

## Geschichte
Südöstlich des Ilmensees waren im Kessel von Demjansk im Zweiten Weltkrieg seit Anfang 1942 etwa 100.000 deutsche Soldaten mehr als 10 Wochen lang von der Roten Armee eingeschlossen. Dank massiver Versorgung aus der Luft gelang es, die Stellung zu verteidigen, bis deutsche Truppen durch einen Entsatzangriff wieder Verbindung mit der Besatzung aufnehmen konnten. Militärstrategisch war die erfolgreiche Versorgung der deutschen Truppen aus der Luft nach Ansicht mancher Historiker Mitursache für Fehleinschätzungen in der Frage der Versorgung und Entsetzung bei der späteren Schlacht von Stalingrad.

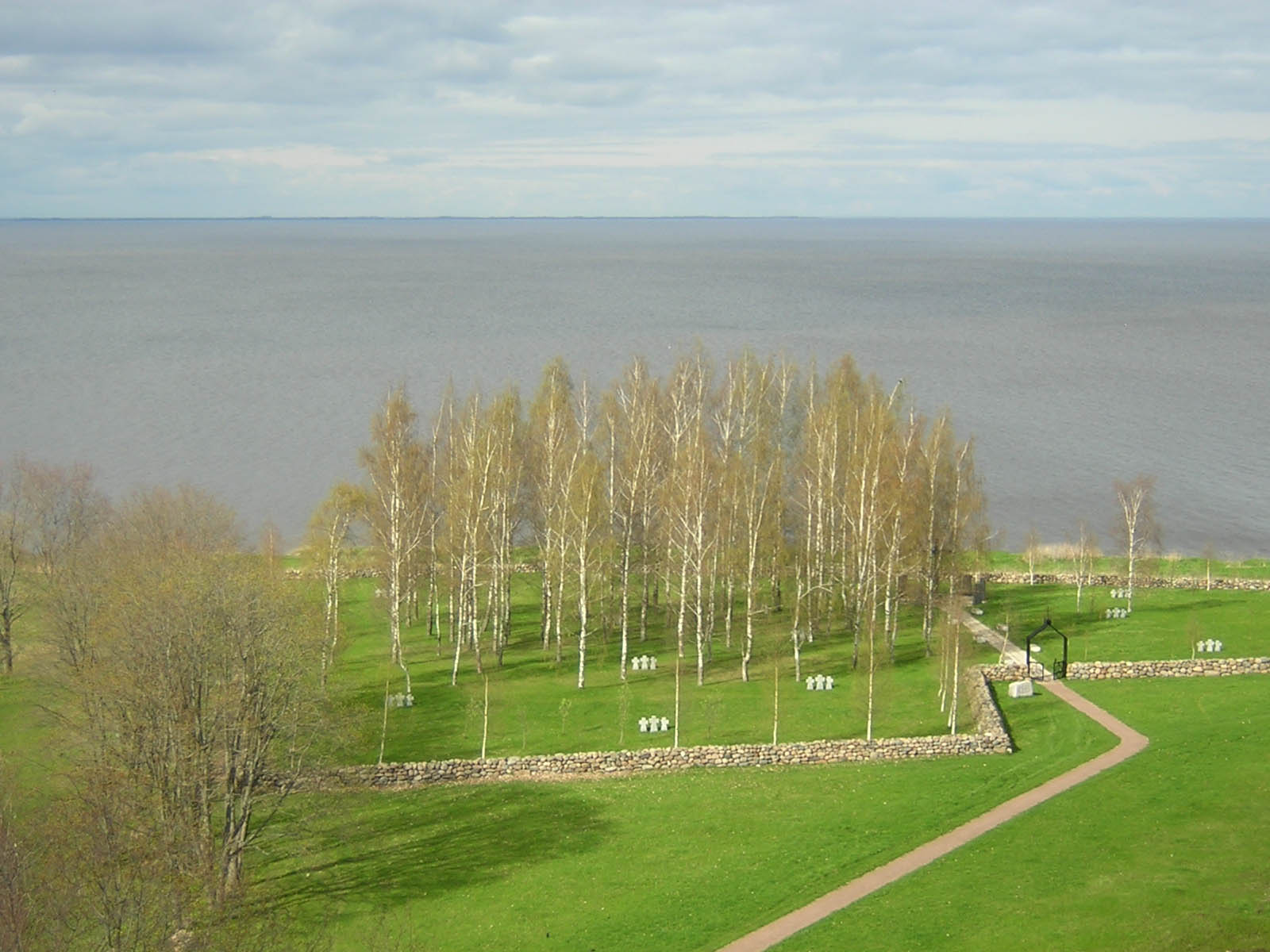
Deutscher Soldatenfriedhof in Korostyn am Ilmensee
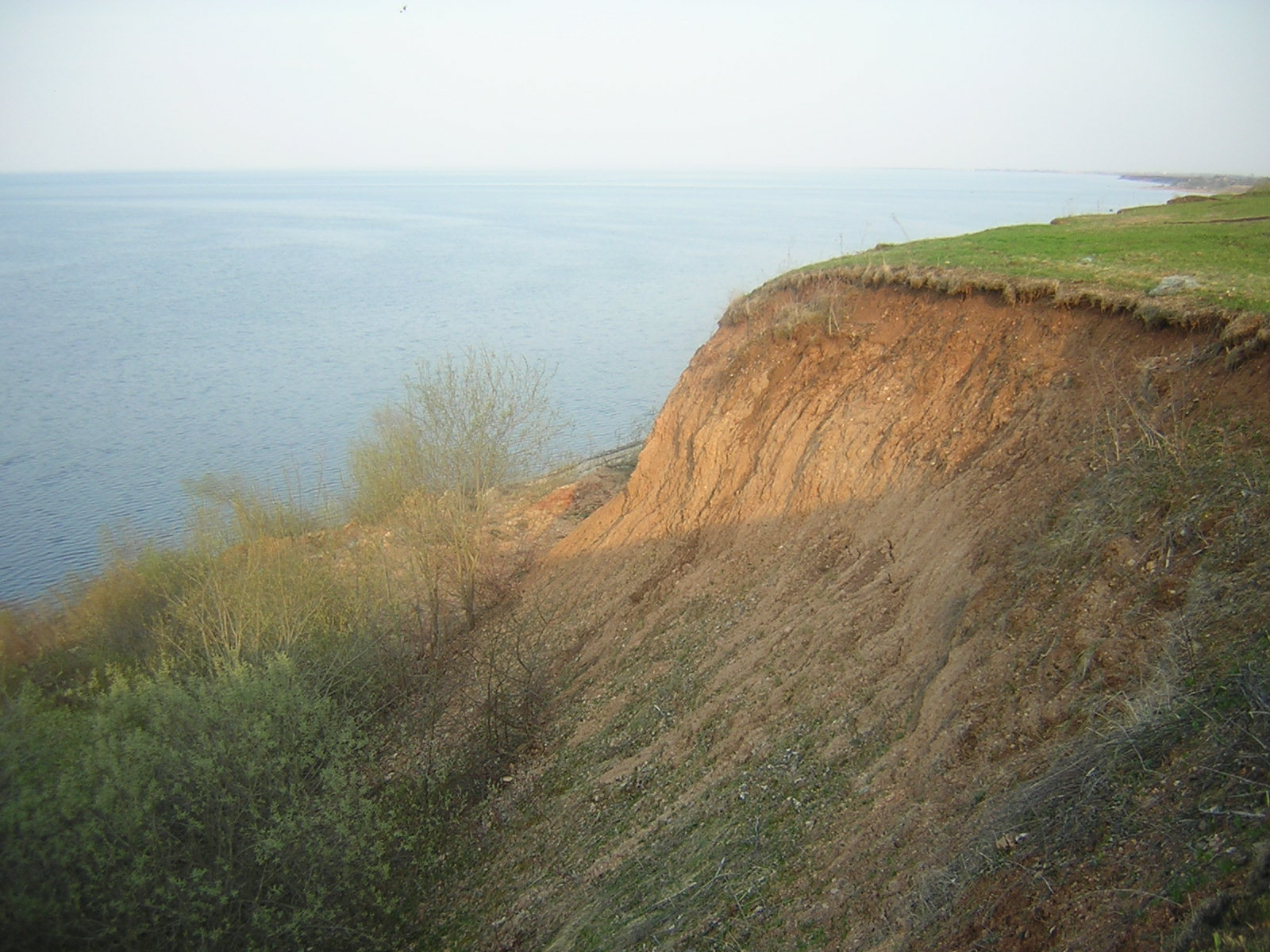
Steilküste am Ilmensee
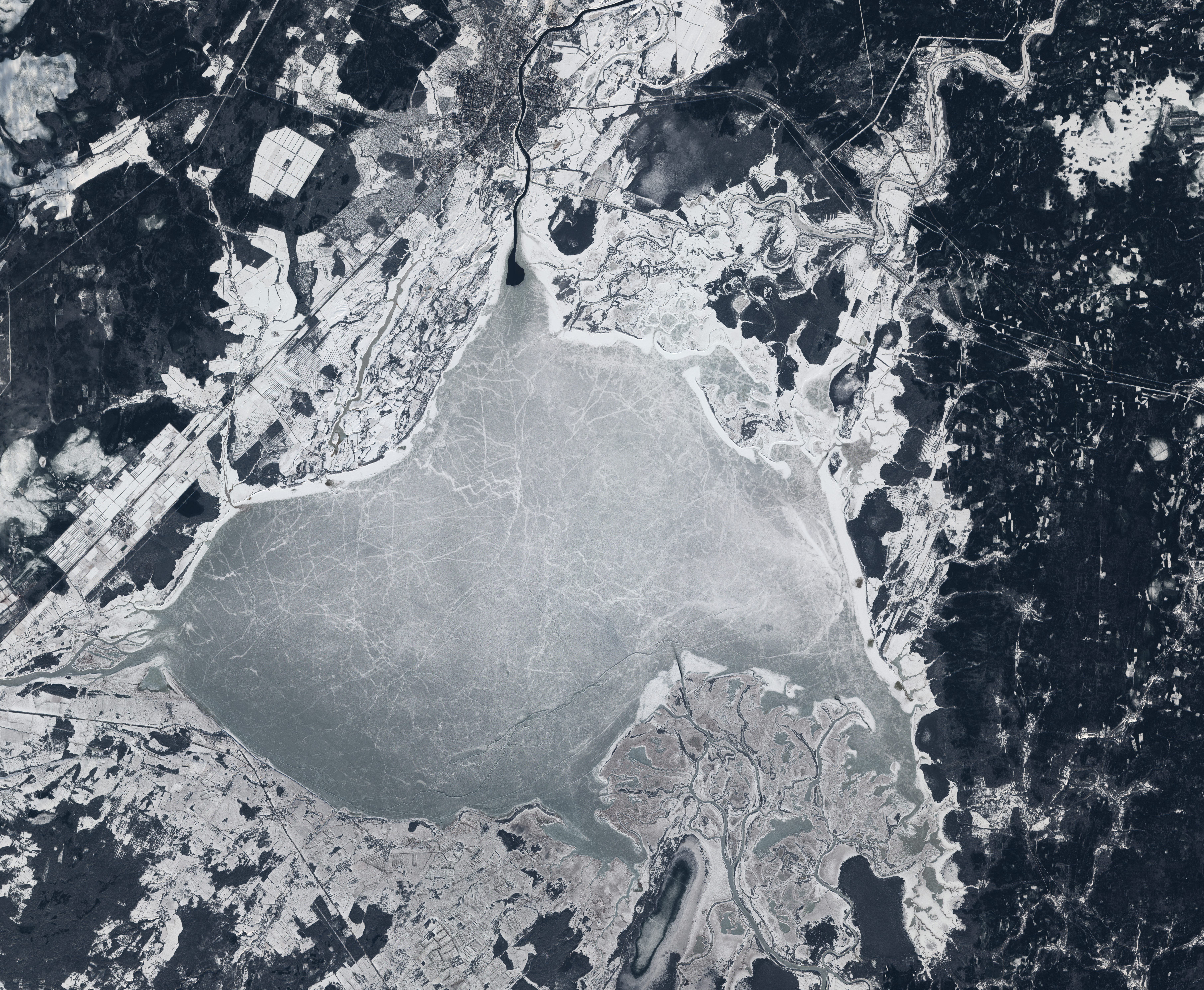
Satellitenbild vom Ilmensee (2019)